# Podglavica (Czarnogóra)
Podglavica (cyr. Подглавица) – wieś w Czarnogórze, w gminie Danilovgrad. W 2011 roku liczyła 237 mieszkańców.